# Philodonta
Philodonta is een geslacht van kevers uit de familie bladkevers (Chrysomelidae).
De wetenschappelijke naam van het geslacht werd in 1906 gepubliceerd door Julius Weise.

## Soorten
- Philodonta chirinda Maulik, 1919
- Philodonta modesta (Weise, 1906)
- Philodonta tuberculata (Pic, 1924)